# Preseljevanje Švedov v Združene države Amerike
Med preseljevanjem Švedov v Združene države Amerike je Švedsko zapustilo okoli 1,3 milijona Švedov. Preseljevanje se je začelo po ameriški državljanski vojni. Večina teh priseljencev se je naselila v preriji kot pionirji. Preostanek se jih je naselil v mestih, kot je Chicago. Leta 1890 je preseljevanje spet množično naraslo. Leta 1907 je bila ustanovljena Švedska komisija za preseljevanje (Swedish Emigration Commission 1907 – 1913), ki je Švedom poskušala dobiti najbolše dele Amerike. Leta 1920 se je preseljevanje že popolnoma ustavilo. Devetnajsto stoletje med drugim zaznamuje tudi množično preseljevanje Evropejcev v Ameriko. To množično preseljevanje sej je začelo v Britaniji, Irski in Nemčiji. Leta 1850 se je začelo preseljevaje še v Severni Evropi in pozneje še drugod. Ljudje so se preseljevali zaradi slabših razmer v domovini in zaradi boljših v Ameriki. Razlog za preseljevanje Švedov je bil tudi negativen odnos do cerkve in države.  Preseljevanje iz Severne Evrope se je začelo na Norveškem. Tej je sledila Švedska, katera je imela tretjo najvišjo stopnjo izseljevanja v Evropi, takoj za Irsko in Norveško.

## Začetek devetnajstega stoletja

### Nova Švedskav Ameriki
Nova Švedska je bilo naselje ustanovljeno ob reki Delaware s strani Švedov. Naselje je bilo ustanovljeno 29. marec 1638 in je bilo vključeno v Novo Nizozemsko 15. septembra 1655. A se je Švedščina tam govorila do 18. stoletja.

### Prečkanje Atlantika
Prvi Evropski izseljenci so potovali v zelo slabih razmerah. Ladje niso bile primerne za daljša potovanja in sploh pa ne za tako dolga, kot je prečkanje Atlantika. Z razvojem parnega pogona, so ladje kmalu izboljšali. Tako so začele nastajati čezatlantske ladje. Te ladje so vodile agencije kot so Cunard Line, White Star Line in Inman Line. S tem ko so ladje potovale hitreje, se je povečalo tudi zanimanje za karte. Tako je prečkanje postalo cenejše. V Švedskih mestih kot so Stockholm, Malmö in Gothenburg je bila organizacija prihoda do ladje in same vožnje z ladjo zelo dobra. Švedi so se najprej odpravili v Stockholm in od tam v Nemčijo, v mesto Lübeck. Od tam so z vlakom potovali do Hamburga ali Bremena. Od tukaj so se peljali do Liverpoola ali Southamptona, kjer so se vkrcali na čezatlantsko ladjo do New Yorka. Nekateri so potovali tudi direktno v Anglijo in nadaljevali pot od tam. Pozneje so začele potovalne agencije plačevati izseljevalskim agentom na Švedskem za delovanje propagande. Vladajoči razred ni maral te propagande, ker je še pospešila izseljevanje kmetov. A so Švedi to lahko očitali sami sebi, saj niso nič naredili proti padanju cen kart. Dandanes imajo zgodovinarji različna mnenja glede tega.